# Vöröstorkú törpeguvat
A vöröstorkú törpeguvat (Laterallus melanophaius) a madarak osztályának darualakúak (Gruiformes) rendjébe és a guvatfélék (Rallidae) családjába tartozó faj.

## Rendszerezése
A fajt Louis Pierre Vieillot francia ornitológus írta le 1819-ben, a Rallus nembe Rallus melanophaius néven.

## Alfajai
- Laterallus melanophaius melanophaius (Vieillot, 1819)
- Laterallus melanophaius oenops (P. L. Sclater & Salvin, 1880)[2]

## Előfordulása
Dél-Amerikában, Argentína, Bolívia, Brazília, Kolumbia, Ecuador, Guyana, Paraguay, Peru, Suriname, Uruguay és Venezuela területén honos. Természetes élőhelyei a mocsarak. Állandó, nem vonuló faj.

## Megjelenése
Testhossza 18 centiméter.

## Életmódja
Főleg rovarokkal és pókokkal táplálkozik.

## Természetvédelmi helyzete
Az elterjedési területe rendkívül nagy, egyedszáma viszont ismeretlen. A Természetvédelmi Világszövetség Vörös listáján nem fenyegetett fajként szerepel.